# Léonard Biermans
Léonard Biermans (Turnhout, 9 mei 1851 - aldaar, 27 augustus 1896) was een Belgische drukker.
Biermans werkte tussen 1871 en 1874 als bediende voor de firma Brepols (Turnhout). In december 1874 vroeg Biermans toelating aan de stad en de provincie om een fabriek te bouwen op de voormalige Viane-akkers. Op 5 november 1875 kreeg Biermans de toestemming van de stad om een stoommachine van 10 pk te installeren.
In 1879 trouwde Biermans met Marie-Thérèse Poupaert, de dochter van Carolus Franc. Poupaert, directeur bij de Turnhoutse drukkerij Van Genechten.
In zijn fabriek produceerde Biermans zowel speelkaarten als fantasiepapier. Aanvankelijk focuste Biermans voornamelijk op de uitvoer naar India en Zuidoost-Azië. De internationale ambities van het bedrijf blijkt ook uit de veelvuldige deelname aan verschillende wereldtentoonstellingen. Biermans kreeg 'eervolle onderscheidingen' op de tentoonstellingen van Parijs (1878), Sidney (1879), Melbourne (1880) en Amsterdam (1883).
Het bedrijf kwam in moeilijkheden nadat een van de banken waarvan Biermans geld had geleend failliet ging in 1882. Twee geldschieters, François Van Dooren en Georges Dupret, voorzagen de zaak van nieuw kapitaal. Die laatste werd in 1896 voorzitter van de beheerraad van de Naamloze Vennootschap (N.V.) Leonard Biermans.

## Leonard Biermans N.V. (1896-1970)
Na het overlijden van Leonard Biermans werd er een N.V. opgericht. In de eerste 25 jaar vond het bedrijf een groot afzetgebied in India. De concurrentie was echter groot en in 1934 werd er besloten een om een filiaal in Calcutta op te zetten, namelijk Biermans Calcutta. Na het overlijden van Georges Dupret nam diens zoon Marcel Dupret in 1930 de functie van voorzitter van de beheerraad over. In 1942 bekleedde diens zoon, Georges-Henri Dupret de beheerderfunctie. Hij hielp bij het stichtten van de joint venture Carta Mundi in 1970, een samengaan van de Turnhoutse drukkerijen Biermans, Van Genechten, en Brepols.
- Bibliothèque nationale de France: cb16992291k (data)
- Virtual International Authority File: 107144647645408207031